# 1747.
◄ | 17. stoljeće | 18. stoljeće | 19. stoljeće | ►
◄ | 1710-ih | 1720-ih | 1730-ih | 1740-ih | 1750-ih | 1760-ih | 1770-ih | ►
◄◄ | ◄ | 1744. | 1745. | 1746. | 1747. | 1748. | 1749. | 1750. | ► | ►►
Arhitektura • Astronomija • Biologija • Glazba • Kazalište • Kemija • Kiparstvo • Knjige • Književnost • Kršćanstvo • Medicina • Politika • Pravo • Promet • Slikarstvo • Znanost

## Događaji
- U Gramatikalnoj školi izvedena prva kazališna predstava na hrvatskom jeziku u Subotici.

## Rođenja
- 26. listopada – Ivan Mane Jarnović, hrvatski skladatelj i violonist († 1804.)

## Smrti
- 8. srpnja – Štefan Fuček, hrvatski kajkavski pisac (* 1690.)

## Vanjske poveznice
|  | Zajednički poslužitelj ima još gradiva o temi 1747. |